# ラプンツェルの翼
『ラプンツェルの翼』（らぷんつぇるのつばさ）は、土橋真二郎による日本のライトノベル。イラストは植田亮。電撃文庫（アスキー・メディアワークス）より2009年2月から2010年2月まで刊行された。

## ストーリー
相沢遼一は救済者（セーバー）のリサから少女の入ったトランクを渡される。奈々と名乗ったその少女の宿主となった遼一は、天使の牙である奈々を天使にするためのプログラムに強制的に参加させられることになる。

## 登場人物
相沢　遼一（あいざわ　りょういち）
本作の主人公で奈々の宿主。基本、性格は冷静。
奈々（なな）
本作のヒロインで遼一の駒。遼一の家に来たときはトランクの中に入っていて、そのときは人間でいう赤ちゃんと同じ状態だった。その後はニュースで言葉を覚えた。そのせいで言葉に感情がなく、非常に冷淡である。
美穂の前や学校では、遼一の妹だということにしてある。
赤坂　美穂（あかさか　みほ）
本作のもう一人のヒロインで遼一のクラスメイト。幼少期、よく遼一と遊んでいた。
奈々のことをとても可愛がっている。

## 既刊一覧
- 土橋真二郎（著）・植田亮（イラスト）、アスキー・メディアワークス〈電撃文庫〉、全4巻
  - 『ラプンツェルの翼』、2009年2月10日初版発行（同日発売[1]）、ISBN 978-4-0486-7527-7
  - 『ラプンツェルの翼II』、2009年5月10日初版発行（同日発売[2]）、ISBN 978-4-0486-7817-9
  - 『ラプンツェルの翼III』、2009年9月10日初版発行（同日発売[3]）、ISBN 978-4-0486-8018-9
  - 『ラプンツェルの翼IV』、2010年2月10日初版発行（同日発売[4]）、ISBN 978-4-0486-8330-2